# Eneco Tour 2008
4. edycja Eneco Tour odbyła się w dniach 20–27 sierpnia 2008 roku. Trasa tego siedmioetapowego wyścigu liczyła 1122 km ze startem w holenderskim Sittard i metą w belgijskim Mechelen.
Zwyciężył reprezentant Hiszpanii Iván Gutiérrez z grupy Caisse d’Epargne. W wyścigu startowało trzech Polaków: Maciej Bodnar z Liquigas ze stratą 8 minut i 26 sekund zajął 35. miejsce, Michał Gołaś z Cycle Collstrop 52. (strata 16 minut i 54 sekundy) oraz Sylwester Szmyd z Lampre, który nie ukończył wyścigu.

## Etapy
| Etap    | Data        | Start – meta           | Długość [km] | Zwycięzca etapu      | Lider           |
| Prolog  | 20 sierpnia | Sittard – Geleen       | 4,4          | Iván Gutiérrez       | Iván Gutiérrez  |
| 1. etap | 21 sierpnia | Beek – Roermond        | 175,6        | Tom Boonen           | Iván Gutiérrez  |
| 2. etap | 22 sierpnia | Roermond – Nieuwegein  | 175,0        | André Greipel        | Iván Gutiérrez  |
| 3. etap | 23 sierpnia | Nieuwegein – Terneuzen | 189,3        | Daniele Bennati      | Daniele Bennati |
| 4. etap | 24 sierpnia | Terneuzen – Ardooie    | 212,4        | Tom Boonen           | André Greipel   |
| 5. etap | 25 sierpnia | Ardooie – Ostenda      | 171,8        | Carlo Westphal       | André Greipel   |
| 6. etap | 26 sierpnia | Maldegem – Bruksela    | 184,0        | Edvald Boasson Hagen | André Greipel   |
| 7. etap | 27 sierpnia | Mechelen – Mechelen    | 18,8 (ITT)   | Raivis Belohvoščiks  | Iván Gutiérrez  |

## Wyniki
| M-ce | Imię i nazwisko    | Kraj      | Drużyna          | Czas        |
| ---- | ------------------ | --------- | ---------------- | ----------- |
| 1.   | Iván Gutiérrez     | Hiszpania | Caisse d’Epargne | 26h 27' 07" |
| 2    | Sébastien Rosseler | Belgia    | Quick Step       | + 04"       |
| 3    | Michael Rogers     | Australia | Team Columbia    | + 07"       |
| 4    | Stijn Devolder     | Belgia    | Quick Step       | + 13"       |
| 5    | André Greipel      | Niemcy    | Team Columbia    | + 14"       |
| 6    | Joost Posthuma     | Holandia  | Rabobank         | + 39"       |
| 7    | Servais Knaven     | Holandia  | Team Columbia    | + 48"       |
| 8    | Bram Tankink       | Holandia  | Rabobank         | + 51"       |
| 9    | Jurgen Roelandts   | Belgia    | Silence-Lotto    | + 54"       |
| 10   | Piet Rooijakkers   | Holandia  | Skil-Shimano     | + 1' 02"    |